# Statue-menhir de Guior-Haut
La statue-menhir de Guior-Haut est une statue-menhir appartenant au groupe rouergat découverte à Le Bez, dans le département du Tarn en France.

## Description
Elle a été découverte en 1994 par Bernard Galy à environ 690 m d'altitude sur la même ligne de crête surplombant la vallée de l'Agout que la statue-menhir de Montagnol distante d'environ 1,40 km et identifiée en juillet 1998 par Jean Bonnet et Yvette Jeanjean . Elle est constituée d'une dalle de granite d'origine locale au sommet arrondi mesurant 1,95 m de hauteur et 0,65 m au plus large pour une épaisseur de 0,40 m. La statue est complète mais les gravures sont quasiment effacées, la partie gauche de la statue comportent de nombreuses rayures horizontales faites par les engins de labour. C'est une statue masculine. Le seul caractère anthropomorphe encore visible est une partie de la jambe droite. Le personnage porte une large ceinture, un baudrier et « l'objet ».